# Largo (Sofía)

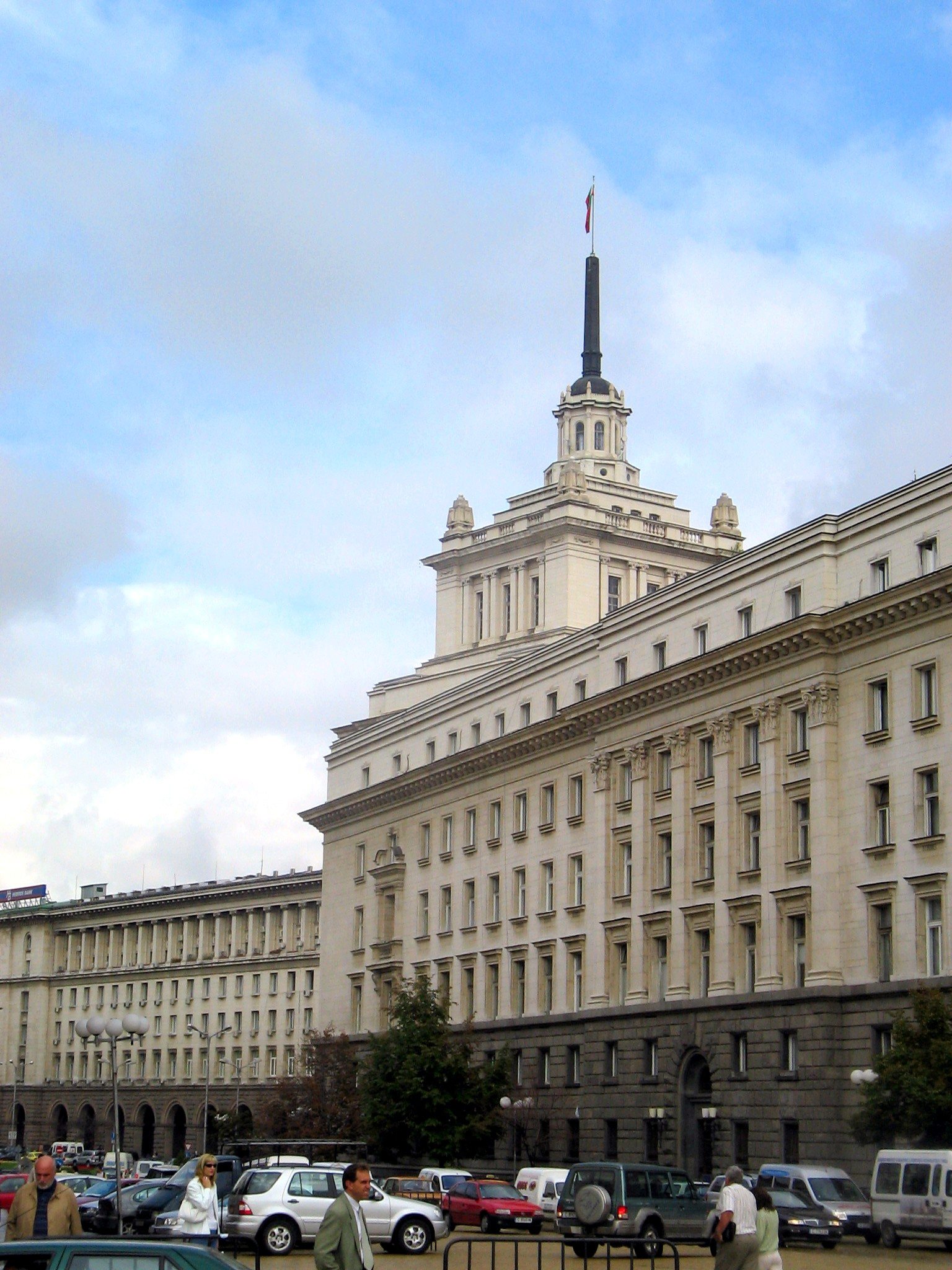
Vista del Largo desde el este.

El Largo (en búlgaro: Ларго, forma definida Ларгото, Largoto) es un conjunto arquitectónico de tres edificios situado en el centro de Sofía, capital de Bulgaria, diseñado y construido en los años cincuenta con la intención de convertirse en el nuevo centro representativo de la ciudad. Actualmente se considera uno de los mejores ejemplos de la arquitectura estalinista en el sudeste de Europa, así como uno de los principales monumentos de Sofía.
El conjunto consiste en la antigua Casa del Partido (antigua sede del extinto Partido Comunista Búlgaro), usada actualmente como oficinas administrativas por la Asamblea Nacional de Bulgaria, en el centro, y dos edificios a los lados: uno aloja en la actualidad los grandes almacenes TZUM y el Consejo de Ministros de Bulgaria, y el otro está ocupado actualmente por la Oficina del Presidente, el Sofia Hotel Balkan y el Ministerio de Educación.
En 1951 se publicó un decreto del Consejo de Ministros de Bulgaria sobre la construcción del Largo. La parcela, situada en el centro de la ciudad y dañada por los bombardeos de Sofía durante la Segunda Guerra Mundial, fue limpiada en otoño de 1952 para que pudiera empezar la construcción de los nuevos edificios en los años siguientes. La Casa del Partido, antiguamente coronada por una estrella roja sobre un mástil, fue diseñada por un equipo dirigido por el arquitecto Petso Zlatev y completada en 1955. La oficina del Ministerio de Electrificación, ocupada posteriormente por el Consejo de Estado y actualmente por la Oficina del Presidente, obra de Petso Zlatev, Petar Zagorski y otros arquitectos, fue finalizada el año siguiente, mientras que el actual edificio de TZUM, diseñado por un equipo dirigido por Kosta Nikolov, se finalizó en 1957. La fuente situada entre la Oficina del Presidente y el más antiguo Museo Arqueológico Nacional fue realizada en 1958. El Largo también tenía antiguamente una estatua de Vladimir Lenin, que fue retirada y sustituida por una de Santa Sofía en 2000.
La plaza de adoquines amarillos sobre la cual se desarrolla el conjunto se llama Ploshtad Nezavisimost (Plaza de la Independencia). La plaza está formada por la unión del Bulevar Knyaz Aleksandar Dondukov y Bulevar Tsar Osvoboditel desde el este, que continúan con el nombre de Bulevar Todor Aleksandrov al oeste del Largo.
Tras la transición democrática producida a partir de 1989, se retiraron los símbolos del comunismo de la decoración del Largo, y el acto más simbólico fue la retirada de la estrella roja sobre un mástil en la cima de la antigua Casa del Partido usando un helicóptero y su sustitución por la bandera de Bulgaria. En los años noventa hubo propuestas de remodelar la antigua Casa del Partido, considerada a veces un imponente resto de una ideología pasada, introduciendo elementos arquitectónicos más modernos. A partir de 2006 se remodeló la plaza del Largo. El césped y las banderas situadas antiguamente en el centro fueron sustituidas por un cristal en el suelo, que permite ver las ruinas de la antigua ciudad tracia y romana de Serdica, convirtiéndose así en una atracción turística. También se conectaron los dos pasos subterráneos, el situado frente a la antigua Casa del Partido y el situado junto a la medieval Iglesia de Sveta Petka.

## Galería de imágenes

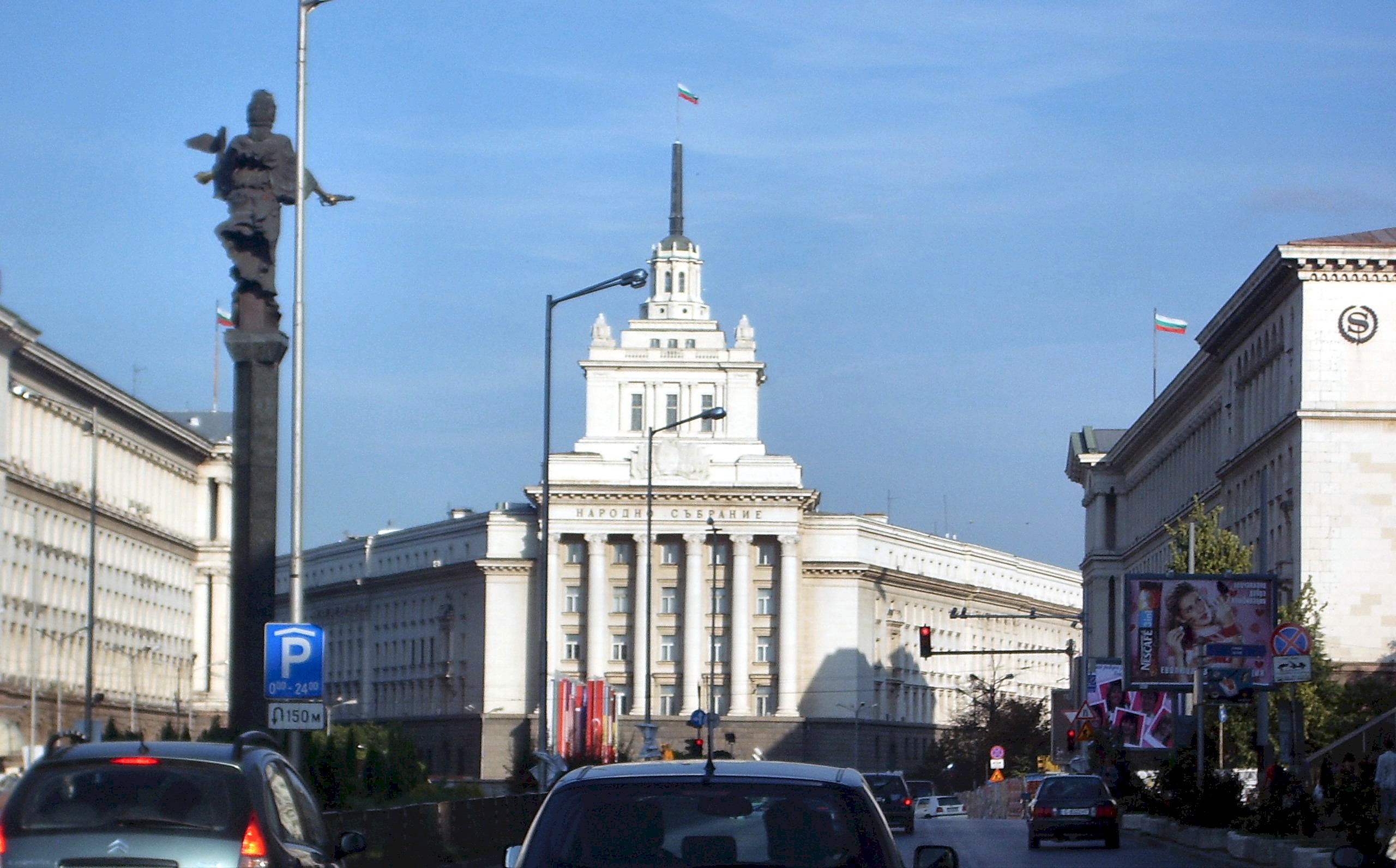
TZUM (izquierda), la antigua Casa del Partido (centro), y la Oficina del Presidente (derecha).
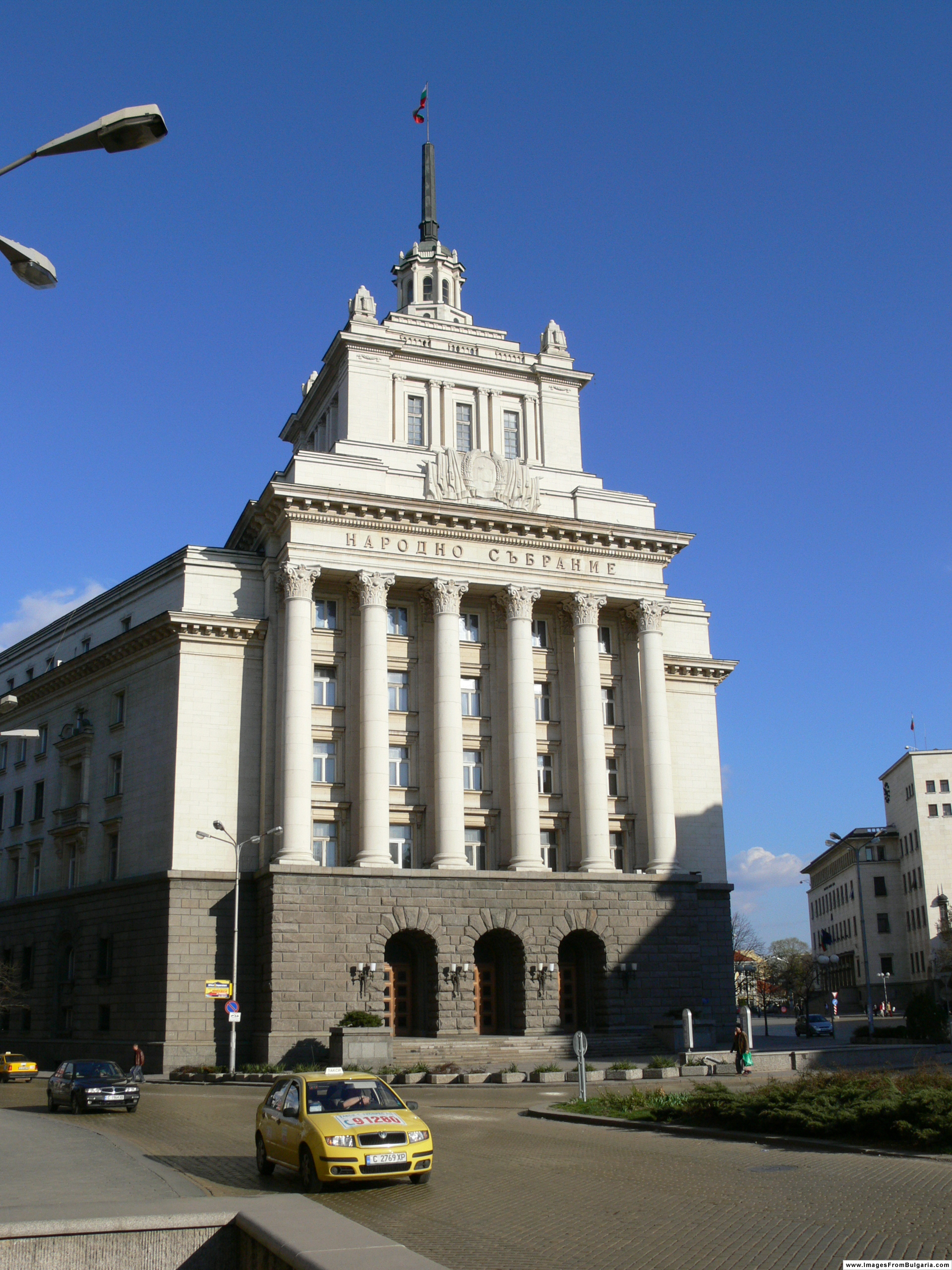
La antigua Casa del Partido.
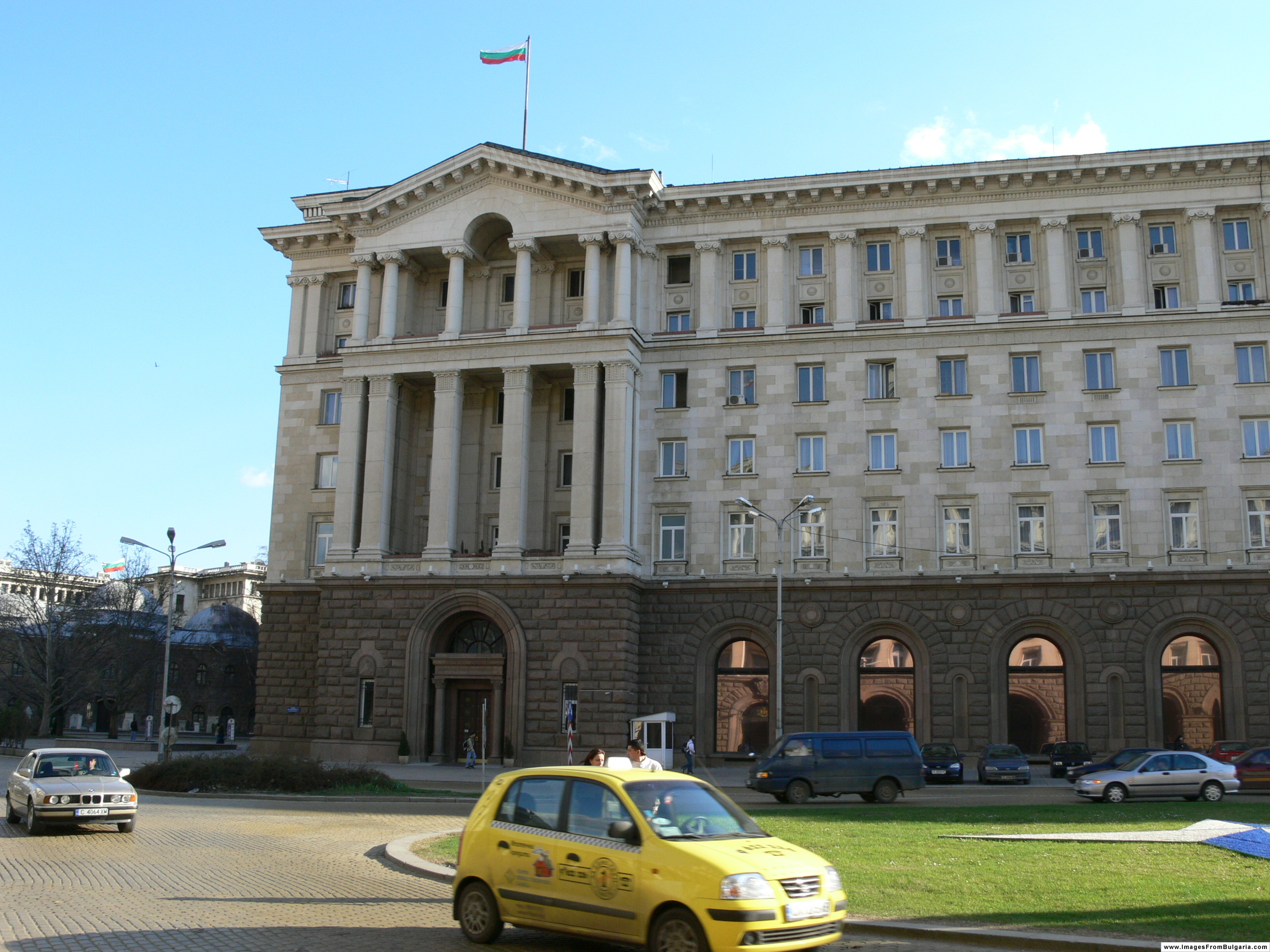
La Oficina del Presidente.
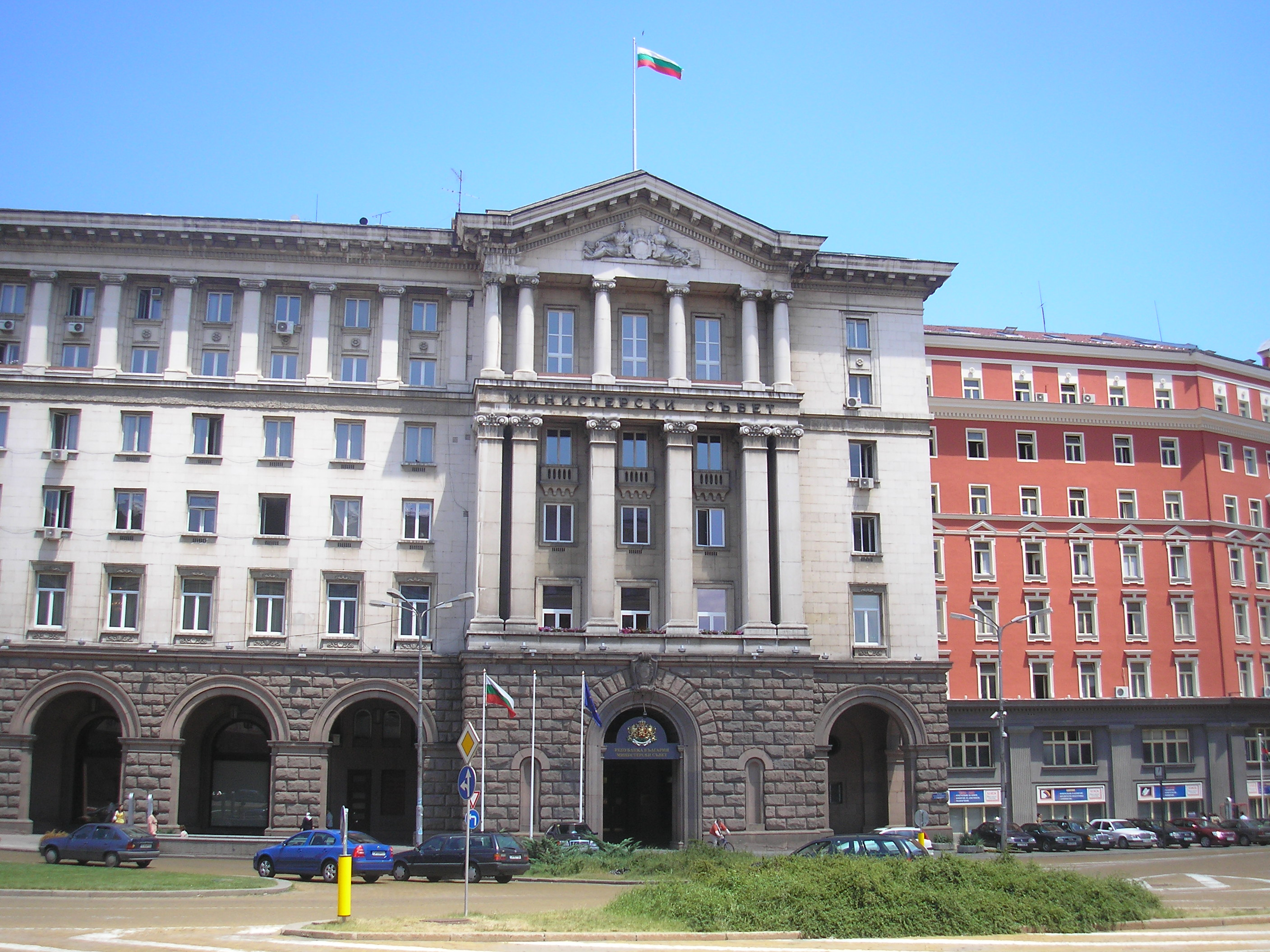
El Consejo de Ministros.
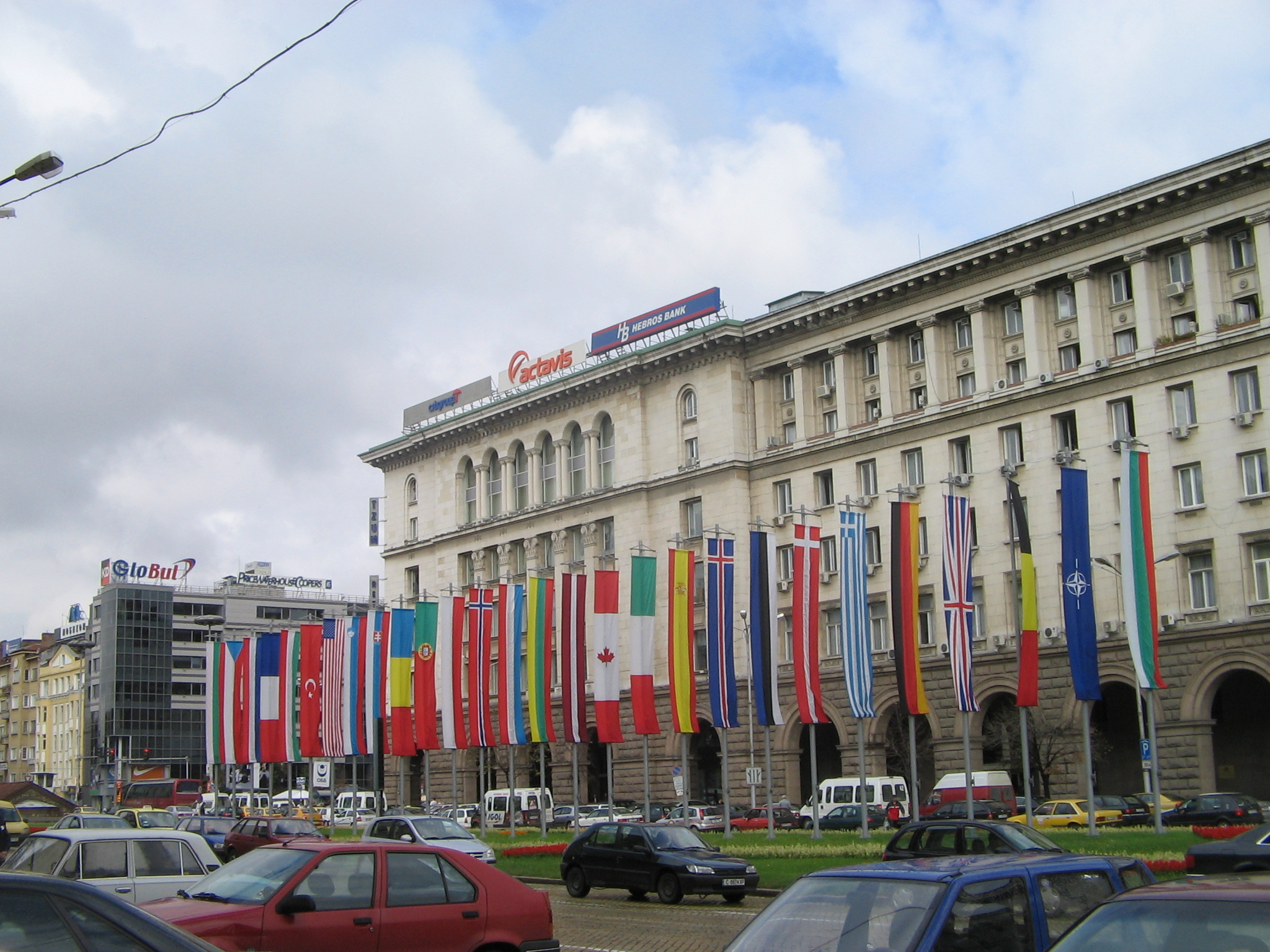
TZUM.
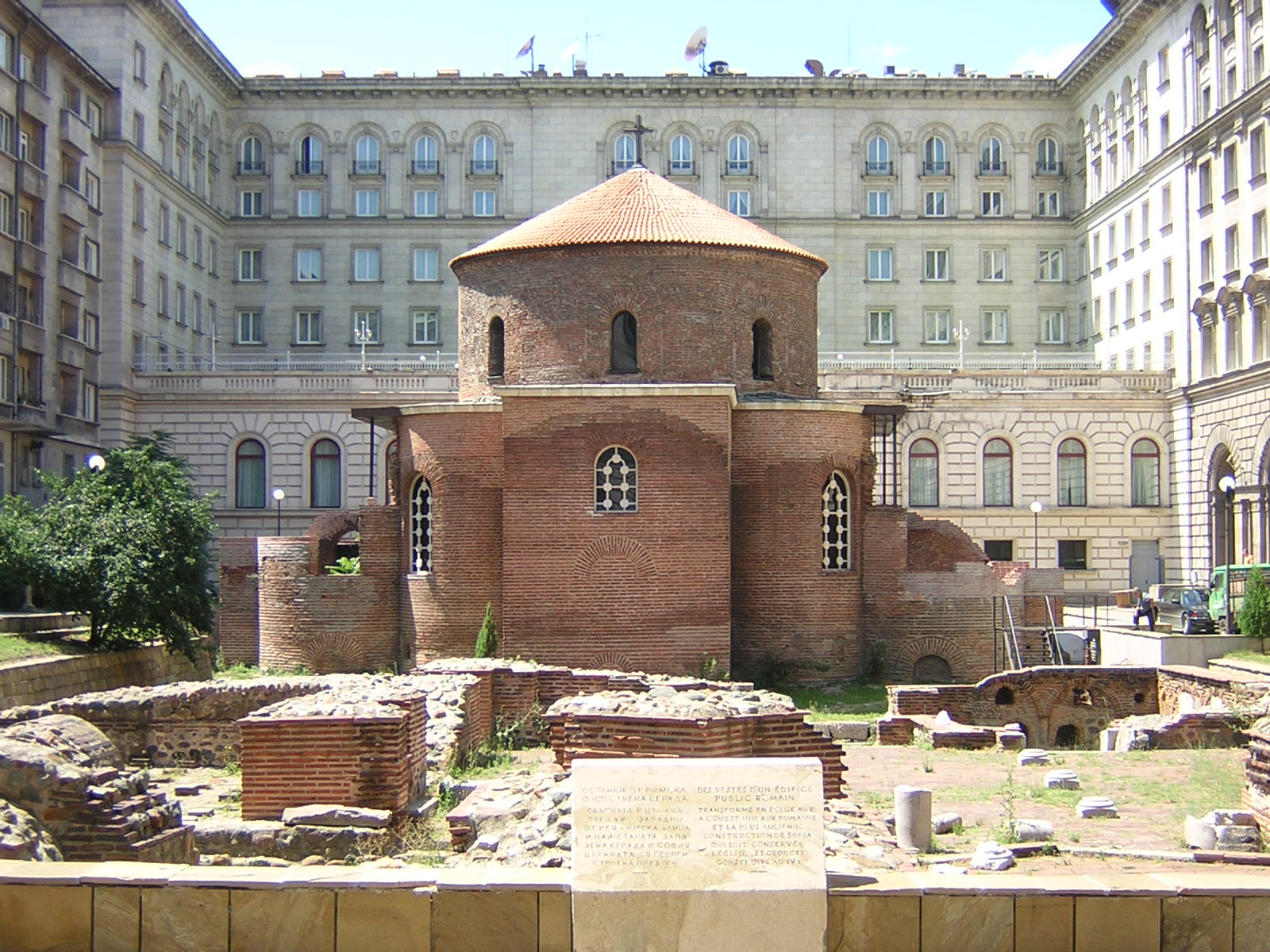
La Iglesia de Sveti Georgi del siglo IV detrás del Sofia Hotel Balkan.
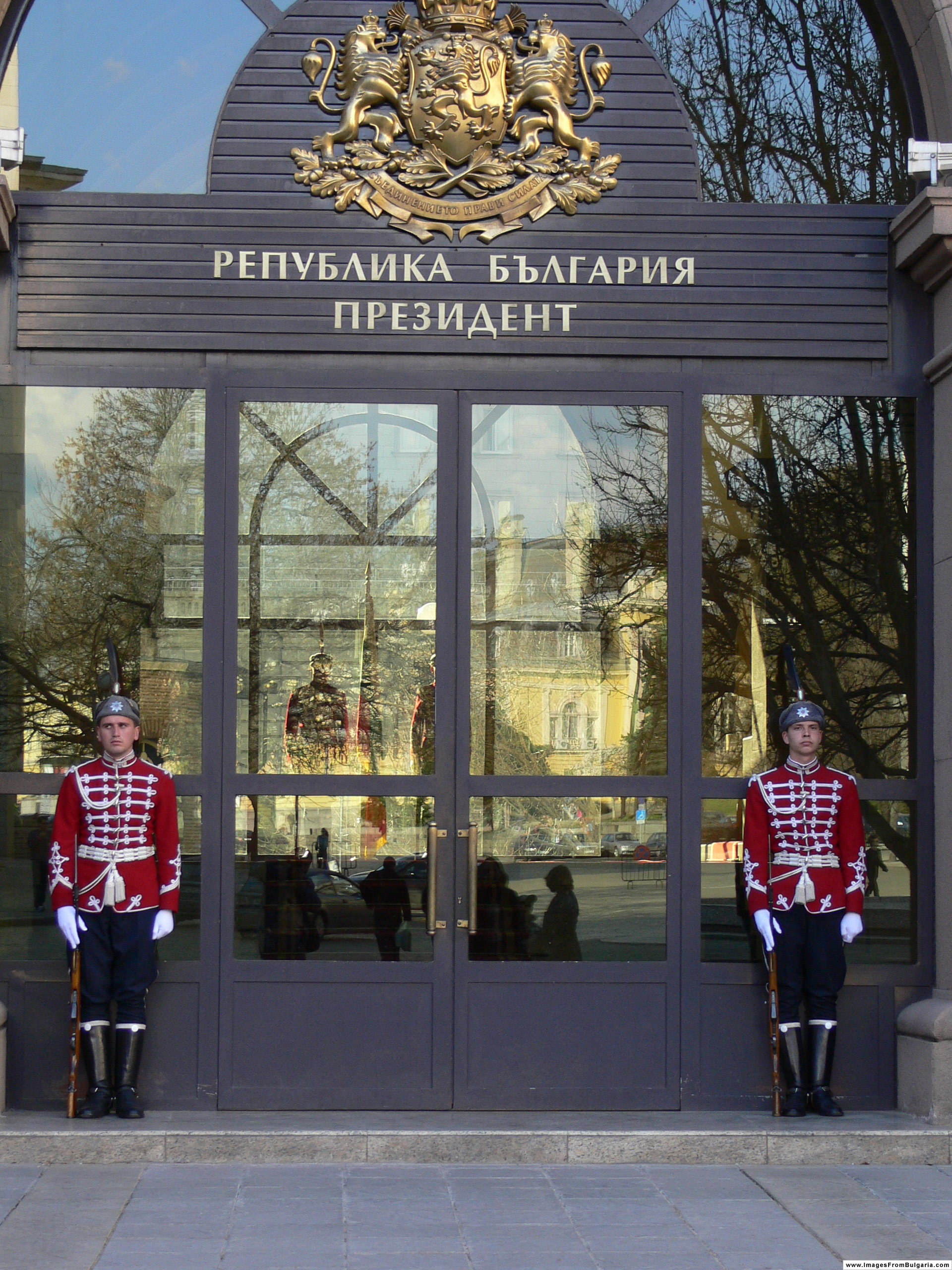
Guardias frente a la entrada principal de la Oficina del Presidente.